# Луїш де Камойнш
Луї́ш Ваш де Камойнш, або Луї́ш Ваш де Камо́йш (порт. Luís Vaz de Camões, МФА: [luˈiʒ ˈvaʒ dɨ kaˈmõj̃ʃ]; 1524 — 10 червня 1580) — португальський поет, драматург, найзнаменитіший письменник країни. Один із класиків світової літератури в ряду з Гомером, Вергілієм, Данте Аліг'єрі, Вільямом Шекспіром. Автор національної епічної поеми «Лузіади», сюжети якої лягли в основу багатьох творів португальської і світової культури. Написав багато ліричних та драматичних поетичних творів португальською та іспанською мовами. Філософська робота — «Парнас Луїша Ваша» (порт. O Parnaso de Luís Vaz) втрачена. Похований у Монастирі єронімітів. За заслуги у прославленні Португалії португальську мову часто називають «мовою Камойнша».

## Біографія

### Ранні роки
Відомості про життя Камойша надзвичайно мізерні та іноді суперечливі. Вважають, що Камойш народився в 1517 або в 1524 році, ймовірно в Лісабоні. Він походив із старовинного і багатого галісійського роду, один з членів якого, Васко Пірес де Камойш (порт. Vasco Pires de Camões), в 1370 році емігрував із політичних мотивів до Португалії. Він був відомий не лише як хоробрий воїн, але і як блискучий поет-трубадур. Дід поета по материній лінії, Антан, був одружений з родичкою Васко да Гами. Згідно з деякими джерелами, мати Камойнша, дона Ана (порт. Ana de Sá e Macedo), померла дуже рано; його батько, Сімон (порт. Simão Vaz de Camões), одружився повторно і виїхав до Індії як капітан корабля. Поблизу Гоа корабель потрапив в кораблетрощу. Незабаром після цього батько помер, однак звістка про це дійшла у Лісабон лише в 1553 році.

### Освіта
Своє дитинство Камойш провів у товаристві дбайливої мачухи, під опікою дядька, дона Бенто, вченого ченця-аскета. Камойш вчився в Коїмбрі, спочатку в монастирській школі, потім в університеті, де набув знання мов, прочитав багато давньо- і новолатинських, грецьких, іспанських, італійських і португальських поетичних творів, проштудіював історію — як загальну, так і вітчизняну. У 1537—1542 роках, протягом навчання в Коїмбрському університеті, Камойш почав писати власні твори, примикаючи у своїх перших дослідах до школи Франсішку Са-де-Міранда, але вже тоді в нім була помітна любов до всього народного — легенд, казок, прислів'їв, пісень і романсів. Імовірно, до університетського періоду його творчості відносять комедію «Амфітріон» (порт. Anfitrioes).

### Після університету
Любовний епізод у його житті спричинив за собою сварку з дядьком, унаслідок чого Камойш залишив університет, не отримавши вченого ступеня. Близько 1542 року, примирившись з дядьком, Камойш вирушив шукати щастя до Лісабона. Тут він отримав місце домашнього вчителя в будинку графа Норонья. Вперше побачивши в церкві у 1544 році фрейліну королеви Катерину де Атаїде (порт. Caterina de Ataíde), дочку високопоставленої придворної особи, Камойш негайно ж пристрасно закохався в неї. Бажання частіше бачитися з нею спонукало Камойша клопотати про доступ до двору, що і вдалося йому завдяки сприянню графа Норонья. Як поет-імпровізатор, драматург, режисер і актор у влаштованих ним спектаклях під час придворних святкувань, Камойш мав можливість відзначитися у присутності коханої, частіше бачитися з нею і шукати взаємності. Любов його не залишилася таємною, вона викликала обурення сім'ї де Атаїде. Заздрісники і суперники втягнули поета у сварки і неприємності, і на початку 1549 року Камойша за наказом короля вислали з Лісабона.

### Військова служба
Важке матеріальне становище змусило його вступити на військову службу. Його призначили до гарнізону Сеути, він хоробро бився у випадкових сутичках, втративши тоді праве око. Після двох років військового життя Камойш повернувся в 1551 році до Лісабона. Під час церковної процесії він важко поранив високопоставлену придворну особу і його посадили до в'язниці. Слідство тривало 9 місяців, і хоча король Жуан III помилував поета, але лише за умови від'їзду Камойша на службу до Індії. У березні 1553 року він відплив рядовим матросом до Гоа. Під час шестимісячного плавання, як і під час перебування у в'язниці, Камойш писав перші пісні епосу, що прославив його. В Індії він бився у декількох битвах (у Малабарі), потім провів понад рік у Гоа, писав вірші, брав участь у подорожі до Мекки. Під час діяльного і повного пригодами життя в Африці та Індії сам поет, як він писав в «Лузіадах» про Цезаря, «брався то за меч, то за перо».
Його призначили в 1556 році до Макао на досить високу адміністративну посаду — доглядачем майна відсутніх і зниклих безвісти осіб у колонії. Камойш закінчив на Гоа «Лузіади», але скоро після цього один з тимчасових комендантів Макао звинуватив його в провині по службі та відвіз з собою полоненим на кораблі. Буря розбила цей корабель, який пішов на дно біля берегів Камбоджі; поету вдалося не тільки врятуватися самому, але й врятувати рукопис «Лузіад». Діставшись Гоа, він зажадав суду і його виправдали. Після різних інших пригод Камойшу вдалося нарешті «з хворим серцем і порожнім гаманцем» повернутися на батьківщину в 1570 році.
Ще в Гоа, у 1561 році, Камойш отримав звістку про смерть своєї коханої; сила і тривалість його горя була відчутна у його численних віршах.

## Останні роки
У 1570 році Камойш добрався до Лісабона, де почав клопотати про публікацію «Лузіад». Юний король Себаштіан I, прочитавши поему, призначив поетові довічну пенсію, невелику, в 4 рази нижче, ніж середній дохід тесляра, а все ж таки вона врятувала Камойша від злиднів. У 1572 році поема, що оспівує відкриття Індії Васко де Гамою, з'явилася в пресі. Камойш присвятив її королеві Себастьяну. Гроші пенсії Камойшу приносив хлопчик-слуга, привезений з Мозамбіку, який збирав милостиню на вулицях Лісабона. Не зважаючи на те, що поема викликала загальне захоплення, творцеві «Лузіад» довелося доживати свої дні в бідності; до неї приєдналося горе про втрату незалежності Португалії. «Я вмираю не тільки у вітчизні, але і з нею разом», — вигукнув поет у листі до свого друга.
Захворівши на чуму, поет помер 10 червня 1580 року, і його поховали в церкві святої Анни. 16 років по тому Ґонсало Кутінью поставив на тому місці, де вважали місце знаходження могили Камойша, надгробний камінь з написом. Проте великий лісабонський землетрус 1755 року вщент зруйнував церкву святої Анни. У 1855 році імовірні останки Камойша зібрали і перепоховали, а в 1880 році, перед урочистим святкуванням трьохсотліття смерті Камойша, ці останки, так само як і останки Васко да Гами, перенесли з королівськими почестями і поховали в Монастирі єронімітів у Белені — одному з районів Лісабона: труна з прахом Васко да Гами — ліворуч, а з прахом Камойша — праворуч гробниці короля Себаштіана I.

## Спадщина

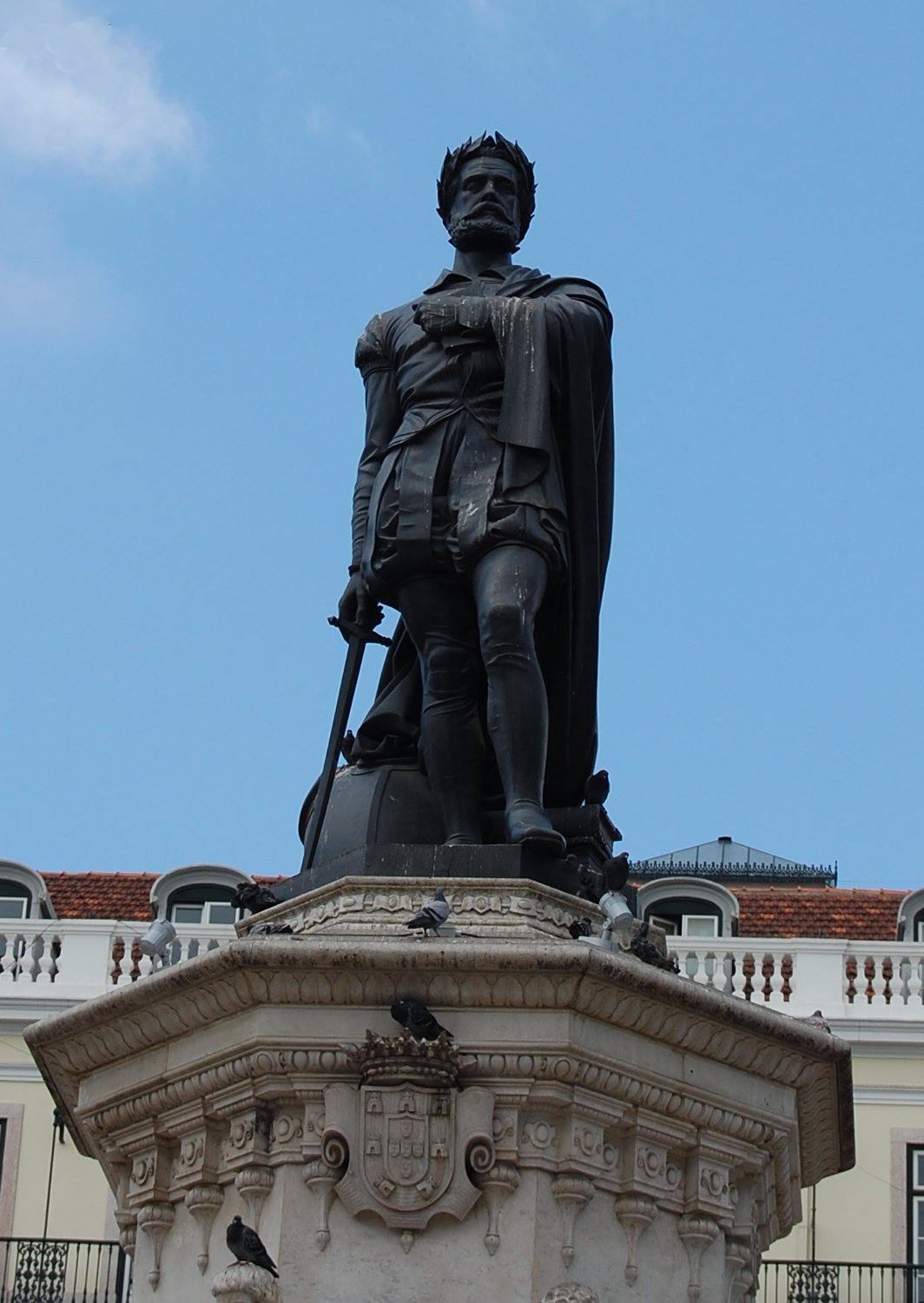
Пам'ятник Камойшу в Лісабоні

У поемі «Лузіади» Камойш оспівав нащадків Луза — друга або сина Бахуса, який, по оповідях, поселився в Португалії і був там королем. Поема складається з 10 пісень, що містять в собі 1102 октави. Жоден з європейських народів не має національного епосу, подібного «Лузіадам». Камойш оспівав усе, що складає славу португальців, усі видатні історичні події; він розповів про відкриття Васко да Гами, вплітаючи в розповідь епізоди з колишньої та пізнішої португальської історії. Гарячий патріот, Камойш прагнув обезсмертити героїчні подвиги і національні традиції своїх співвітчизників. З красою вірша поема Камойш відтворила вірну передачу фактів, тому Камойша можна назвати ще й найкращим істориком своєї країни. Камойш — великий майстер описувати картини природи, особливо йому вдався опис моря. «Португальський Гомер» був також і чудовим ліриком: у його ніжних і граціозних піснях, одах, елегіях і еклогах відбивається все його нещасне життя.
Першу збірку віршів Камойша «Ритми, поділені на п'ять частин» (порт. Rythmas, divididas em cinco partes) опублікували вже після його смерті, у 1595 році; другу частину «порт. Rimas» — у 1616 році. У молодості Камойш написав три драматичні п'єси: «Цар Селевк» (порт. El Rei Seleuco), «порт. Filodemo» і «порт. Os Amphytriões», що не мали тривалого успіху за часів його життя.
Поему «Лузіади» Камойша переклали всіма європейськими мовами, навіть по декілька разів; так, наприклад, французькою існує щонайменше 9 перекладів. Українською мовою поему переклав Михайло Литвинець.
Життя Камойша надихнуло багато поетів і драматургів: Антоніо де Кастільйо, Раймона Деланда. Особливо відома поема Алмейда Гаррета «Камойш», останні строфи якої містять у собі жорстокий докір співвітчизникам за гірку долю поета. У XXI столітті слава Камойша надзвичайно велика в Португалії. Гарячий патріотизм, яким пройняті «Лузіади», багато сприяв пробудженню португальської національності в 1640 році. За рішенням парламенту, в 1860 році в Лісабоні спорудили пам'ятник Камойшу — статуя роботи Вітора Баштуша. Музей Луїса Камойша (порт. Museu Luís de Camões) відкрили в Макао.